# Ремягинский сельсовет
Ремягинский сельсовет — упразднённая административно-территориальная единица, существовавшая на территории Московской губернии и Московской области до 1939 года.
Ремягинский сельсовет был образован в первые годы советской власти. В 1921 году он входил в состав Буйгородской волости Волоколамского уезда Московской губернии.
По данным 1926 года в состав сельсовета входил 1 населённый пункт — Ремягино.
В 1929 году Ремягинский с/с был отнесён к Волоколамскому району Московского округа Московской области.
17 июля 1939 года Ремягинский сельсовет был упразднён, а его территория (селение Ремягино) передана в Поповкинский с/с.